# Mike Tramp
Michael Trempenau, más conocido como Mike Tramp (14 de enero de 1961) es un músico danés, conocido por su trabajo con la banda White Lion.

## Carrera
Tras haber sido el vocalista de la banda Mabel, Tramp conoció a Vito Bratta y formó White Lion en 1983  dicha agrupación logró gran impacto en la década de los ochenta. Con White Lion ha grabado seis discos de estudio hasta la fecha. Después de su participación con dicha banda, formó la agrupación "Freak of Nature", la cual se mantuvo en activo hasta 1996, y logró compartir escenario con bandas como Dio y Helloween. También ha grabado algunos discos como solista. Debido a problemas legales, Mike reformó a White Lion con músicos diferentes, bajo el nombre de "Tramp's White Lion", con los que grabó un disco en directo.

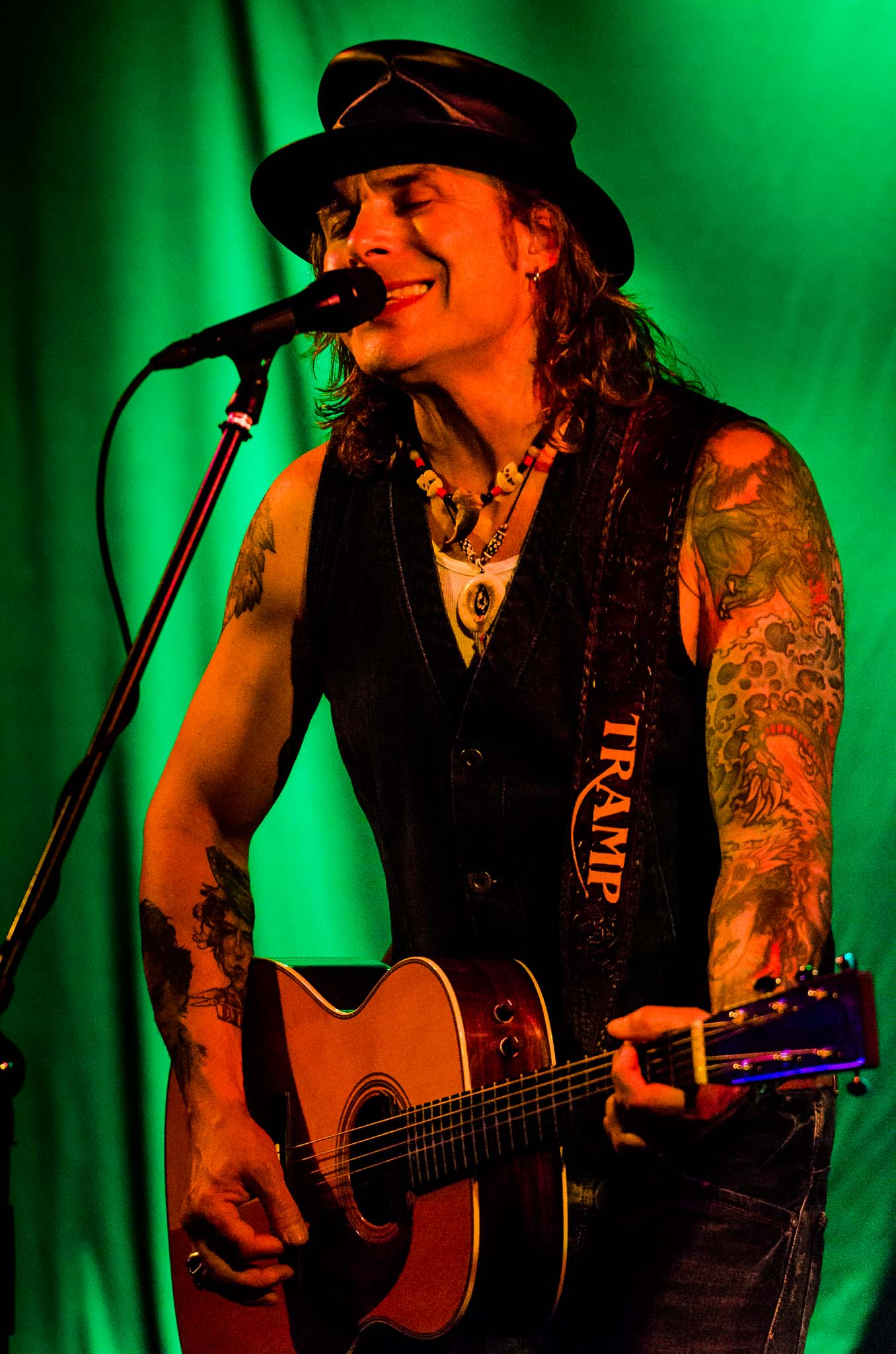
Mike Tramp en Idaho Falls (2013 - B2X Photo)

## Vida personal
Tramp está casado con la actriz de Indonesia Ayu Azhari, con la que tiene dos hijos: Isabelle y Lennon.

## Discografía

### Con Mabel
- Another Fine Mess! (1977)
- Message From My Heart (1978)
- Mabel 4-Ever (1978)
- We Are The 80's (1979)
- Mabel's Største Successer (1979)
- Extraños (1981)
- Det Sidste Boom (2009)

### Con Studs
- Studs (1981)

### Con White Lion
- Fight to Survive (1985)
- Pride (1987)
- Big Game (1989)
- Mane Attraction (1991)
- The Best of White Lion (1992)
- Remembering White Lion (2004)
- Rocking The USA (2005)
- Anthology 83-89 (2006)
- The Definitive Rock Collection (2007)
- Return of the Pride (2008)

### Con Freak of Nature
- Freak of Nature (1993)
- Gathering of Freaks (1994)
- Outcasts (1998)
- Freakthology (2003)

### Como Mike Tramp
- Capricorn (1998)
- Recovering the Wasted Years (2002)
- Moore to Life Than This (2003)
- Songs I Left Behind (2004)
- The Rock'n Roll Circuz (2009)
- Cobblestone Street (2013)
- Museum  (2014)
- Nomad  (2015)
- Maybe Tomorrow (2017)
- Stray from the Flock (2019)
- Second Time Around (2020)
- Everything Is Alright (2021)
- For Forste Gang (2022)
- Song of White Lion (2023)
- Mand Af En Tid (2024)
- Song of White Lion - Vol. II (2024)